# Каратай Зафер
Каратай Зафер (крим. Zafer Qaratay) — кримськотатарський турецький журналіст, публіцист, режисер-документаліст, постійний представник Меджлісу кримськотатарського народу в Турецькій Республіці, активний учасник кримськотатарського національного руху, почесний член кримськотатарського Спілки письменників, Турецької асоціації журналістів.

## Життєпис
Народився 27 вересня 1958 року в селі Гюналан, яка була заснована кримськими татарами біля Анкари. Він завершив початкову і середню освіту в столиці Туреччини. У 1980 році закінчив Анкарську державну архітектурно-інженерну академію (Університет Газі, інженерно-архітектурний факультет). В 1985 році склав вступні іспити до факультету мови, історії та географії Університету Анкари.
З 1980 по 1982 рік працював в Міністерстві охорони здоров'я та соціальної допомоги Туреччини, а в 1984—1986 роках — в Департаменті якості і стандартів Міністерства промисловості і торгівлі. У 1985 році склав іспити на асистента продюсера державного телевізійного каналу Туреччини ТРТ, а вже в жовтні 1986 року почав працювати продюсером. У 1986—1989 роках готував музичні, розважальні та освітні програми. З 1989 року Каратай керував багатьма документальними програмами. Після роботи директором з освітньої культури і драматичних програм у ТРТ в 2000—2002 роках він повернувся до виробництва фільмів за власним бажанням. У березні 2004 року він був призначений директором ТРТ. У лютому 2008 року він подав у відставку з поста режисера, продовжив виробництво документальних фільмів.
З 1975 року разом з кримськотатарською громадою Анкари включився в кримськотатарський національний рух. У 1983 році він став одним з редакторів журналу «Емель», газети кримських татар. Писав багато статей щодо відродження національної боротьби кримських татар. Каратай один із засновників фонду Emel Qırım, створеного в 1986 році, займав посаду заступника голови ради директорів з моменту його створення, а також є президентом цього фонду з 1992 року і власником Emel Magazine.
Незважаючи на те, що журнал «Емель» перервав свою публікацію в Анкарі в період між 1998 і 2009 роками, він почав перевидаватися в Стамбулі з 2009 року, і особливо після окупації Криму. Журнал Емель і архів Фонду Emel Qırım зараз стали джерелами багатьох дослідницьких, наукових статей, студентських, дипломних та докторських дисертацій про Крим.
В червні 1991 року призначений компетентним головою представництва кримських татар Туреччини. Зафер Каратай виступив з численними лекціями, конференціями та семінарами, а також провів численні конференції для турецької молоді та неурядових організацій, виступав в університетах. В 2017 році отримав ступінь магістра з історії.
Він опублікував велику кількість статей по Криму, кримським татарам і проблемам тюркського світу. Разом з доктором наук професором Невзатом Ялчинташем і Мехметом Чіфтчігузелі працював над книгою «Крим. Гей, Красивий Крим!». На початку квітня 2019 року була опублікована книга «Киримоглу, народна боротьба».
2012 року відзначений премією Першого Інформаційного конкурсу імені журналіста Кемаля Чапраза «Кращий продюсер року в області документального кіно» за фільм про Дженгіза Дагджи".
Здійснює зустрічі з молоддю, на яких закликає не забувати про російську окупацію Криму.

## Фільмографія
Деякі фільми Зафера Каратай:
- «Народження Османської імперії» — 2000, премія Асоціації журналістів Туреччини, телевізійна премія імені Седата Сімаві, TV Award Branch, 13-й Міжнародний кінофестиваль в Анкарі.
- «Исмаил Бей Гаспыралы» — 2001.
- «Завоювання та завойовник» — 2003.
- «Між свастикою і червоною зіркою» — 2005 (Генеральний радник).
- Özü Türk — 2007 (Генеральний радник), премія Асоціації журналістів Туреччини, телевізійна премія імені Седата Сімаві, радіо-телевізійна премія.
- Gamalı Haç ile Kızıl Yıldız Arasında[tr] — 2012
- «Киримоглу: боротьба одного народу» (реж. — Каратай Зафер) — 2012[9].
- «Дженгіз Дагджи. Документальний фільм» — 2011, премія «Документальний фільм року», 2012[10][11].
- «Усна історія з Галілэм Іналджиком» — 1999.
- «Кримський документальний фільм» — 1994.

## Нагороди
- Відзнака Президента України — ювілейна медаль «25 років незалежності України» (22 серпня 2016) — за вагомий особистий внесок у зміцнення міжнародного авторитету Української держави, популяризацію її історичної спадщини і сучасних надбань та з нагоди 25-ї річниці незалежності України[12]
- Нагрудний знак «За заслуги перед кримськотатарським народом» Земляцтва кримських татар (2019)[13]